# احمد الاحمر
احمد الاحمر (عربی: أحمد الأحمر؛ زادهٔ ۲۷ ژانویهٔ ۱۹۸۴) بازیکن هندبال اهل مصر است.